# Amandahöhle
Die Amandahöhle liegt rund 800 Meter nördlich von Thiergarten in der Gemeinde Beuron, zwischen Sigmaringen und Stetten am kalten Markt im Naturpark Obere Donau, im baden-württembergischen Landkreis Sigmaringen in Deutschland.
Man gelangt zur Höhle über die Landstraße 197 von Thiergarten in Richtung Stetten am kalten Markt.
Die Höhle ist 275 Meter lang, 63 Meter tief und hat die Katasternummer 7920/59.
Hinter dem kleinen Eingang folgt ein enger Schacht, der am unteren Ende in einer zehn Meter hohen und glockenförmigen Halle endet. Die Halle hat eine Fläche von rund 100 Quadratmeter. Der Boden ist mit Versturzblöcken und Verwitterungsschutt bedeckt.